# Fucosio
Il fucosio è un aldoso levogiro di formula C6H12O5, monosaccaride corrispondente al 6-desossi-L-galattosio (deossizucchero). 
Si ritrova nelle glicoproteine complesse, in cui zucchero e proteina sono legati tramite un legame O-glicosidico. Si pensa che queste proteine con modificazioni del core alpha (1-3)-fucosio siano implicate in alcune reazioni allergiche.
Il fucosio legato all'N-acetilglucosamina (comunemente tramite legame α 1-6 nell'uomo) può fungere sia da attacco per ulteriori monosaccaridi sia rappresentare una modificazione terminale.Tuttavia il fucosio, legato α-1,2 al terminale galattosio non riducente, forma l'antigene H, che è la sottostruttura degli antigeni A e B dei gruppi sanguigni, ed è quindi importante nel determinare i gruppi sanguigni nel sistema AB0. 
Due caratteristiche strutturali distinguono il fucosio dagli altri zuccheri a sei atomi di carbonio presenti nei mammiferi: la mancanza di un gruppo idrossile sul carbonio in posizione 6 (C-6) (rendendolo così un deossi-zucchero) e la configurazione L. È equivalente quindi al 6-deossi-L-galattosio. 
La fucosilazione di anticorpi è un metodo affermatosi per ridurre il binding al recettore Fc (FcgammaRIIIA) delle cellule Natural Killer e quindi ridurre la citotossicità cellulare anticorpo-dipendente . Pertanto anticorpi terapeutici che sono progettati per reclutare il sistema immunitario contro le cellule tumorali sono state prodotte in linee cellulari con deficit di un enzima per la fucosilazione del core (FUT8) e rafforzando in tal modo l'uccisione in vivo delle cellule.